# James Murdoch
James Rupert Murdoch Jacob (Wimbledon, 13 de diciembre de 1972) es un hombre de negocios británico-estadounidense de ascendencia australiana, es el hijo menor del expresidente de la FOX y magnate de los medios Rupert Murdoch, James Murdoch fue director ejecutivo (CEO) de la compañía 21st Century Fox entre 2015 y 2019, y presidente de Sky plc. Fue presidente y CEO de News Corp, de Europa y Asia, donde supervisó activos como News International (periódicos británicos), editor del periódico The News of the World, SKY Italia (televisión satelital en Italia), Sky Deutschland y STAR TV (televisión satelital en Asia).
Está en la junta directiva de la News Corporation y es miembro de la oficina del presidente. Fue nombrado presidente ejecutivo de News International en diciembre de 2007. Desde entonces, ha renunciado al cargo. Anteriormente, ocupó una silla no ejecutiva en el British Sky Broadcasting, en la que News Corporation tiene una participación minoritaria controladora. En abril de 2012, se vio obligado a renunciar como presidente de BSkyB a raíz del escándalo de piratería de teléfonos en curso, en el que estaba implicado. Fue reelegido presidente de la compañía después de su fusión con sus compañías hermanas italianas y alemanas para formar Sky plc.
Anteriormente fue vicepresidente ejecutivo de News Corporation, el accionista controlador de BSkyB, y fue miembro de la junta directiva de News Datacom y de News Corporation.
En mayo de 2012, un informe parlamentario británico muy crítico dijo que Murdoch "mostró una ignorancia intencionada sobre el alcance del pirateo telefónico" y lo consideró "culpable de una asombrosa falta de curiosidad" por el tema. Continuó diciendo que tanto Murdoch como su padre, Rupert, "en última instancia, deberían estar preparados para asumir la responsabilidad" por las malas acciones en News of the World y News International".
Murdoch es ciudadano británico por nacimiento y ciudadano estadounidense naturalizado. Perdió la ciudadanía australiana cuando su padre se convirtió en ciudadano estadounidense, pero es elegible para reclamarla.

## Primeros años de vida
Murdoch nació en Wimbledon, Londres, Inglaterra. Él es el cuarto de los seis hijos del multimillonario magnate de los medios Rupert Murdoch, y el tercero de la periodista y autora nacida en Escocia, Anna Murdoch Mann.
Cuando era joven, James era considerado como el más brillante de los niños Murdoch, pero también era considerado como un rebelde. Apareció por primera vez como un interno de 15 años en el Sydney Daily Mirror, pero ocupó los titulares en su rival The Sydney Morning Herald después de que fue fotografiado mientras dormía en un sofá en una conferencia de prensa.
Murdoch asistió a la escuela Horace Mann en la ciudad de Nueva York y se graduó en 1991. Luego estudió cine e historia en la Universidad de Harvard, donde editó revistas underground y dibujó una tira cómica para la revista satírica famoso de la universidad, Harvard Lampoon. Abandonó la universidad en 1995 sin completar sus estudios. Con sus amigos universitarios Brian Brater y Jarret Myer, respaldó el establecimiento de Rawkus Records, un sello discográfico independiente de hip hop. La compañía fue comprada por News Corporation en 1998.

## Carrera comercial
En 1996 Murdoch se unió a News Corporation y fue nombrado presidente de Festival Records. Se hizo cargo de las operaciones de Internet de News Corporation, donde invirtió en una serie de empresas, incluido el sitio web financiero TheStreet y el breve sitio de música en línea Whammo, con resultados mixtos. También continuó contribuyendo con caricaturas a la revista estadounidense Gear.
Se le atribuye el mérito de despertar el interés de su padre en Internet, y según los informes, intentó persuadir a su padre para que comprara la empresa de internet Pointcast por 450 millones de dólares. Posteriormente se vendió a otra compañía por $ 7 millones.
Después de instalar un nuevo equipo de administración en Festival, Murdoch compró el 51% de participación de Mushroom Records en 1999, y el grupo fusionado fue rebautizado como Festival Mushroom Records. Al principio se pensó que News podría usar FMR como la base de una nueva compañía de entretenimiento internacional, pero Festival luchó mientras Murdoch estaba a cargo y después de su partida sus fortunas disminuyeron rápidamente; la empresa se disolvió a fines de 2005 y sus activos restantes se vendieron. El catálogo de grabación se vendió a la división australiana de Warner Music por solo $10 millones en octubre de 2005, y la división editorial se vendió a Michael Gudinski un mes después, por una suma no revelada.
En mayo de 2000, Murdoch fue nombrado presidente y director ejecutivo del servicio satelital asiático Star Television, que en ese momento estaba perdiendo £ 100 millones al año y se mudó a Hong Kong.
En febrero de 2003, Murdoch se convirtió en director de BSkyB. Más tarde ese año, se convirtió políticamente en el CEO de BSkyB, en el que News Corporation posee una participación minoritaria controladora. Su nombramiento provocó acusaciones de nepotismo, con algunos comentaristas y accionistas sintiendo que el trabajo no había sido abierto a personas externas y que Murdoch era demasiado joven e inexperto para dirigir una de las principales compañías del Reino Unido (en su nombramiento fue por mucho el más joven director ejecutivo de una empresa FTSE 100).
Luego de la sorpresiva renuncia de su hermano Lachlan Murdoch de sus puestos ejecutivos en News Corporation el 29 de julio de 2005, James es ampliamente visto como el heredero de su padre.

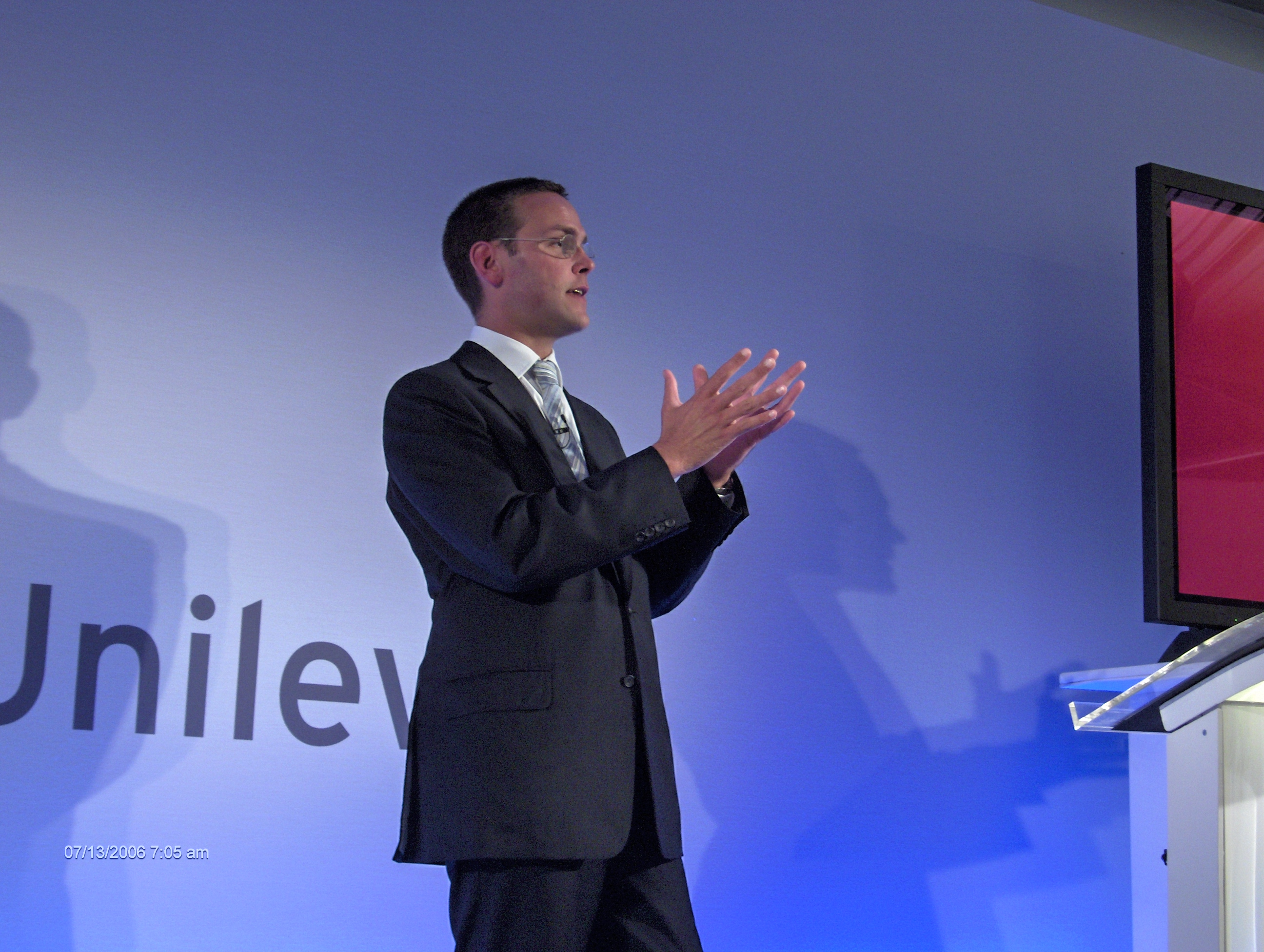
Murdoch en una conferencia de medios digitales en el año 2006

El 7 de diciembre de 2007, Murdoch renunció como CEO de BSkyB y fue nombrado presidente no ejecutivo de la compañía (un puesto que anteriormente ocupaba su padre, Rupert).
En un anuncio relacionado, Murdoch también asumió "responsabilidad directa por el desarrollo estratégico y operacional de la televisión, el periódico y los activos digitales relacionados de News Corporation en Europa, Asia y el Medio Oriente". Esto incluyó participaciones como Noticias Internacionales, SKY Italia , Star Group Ltd y posiblemente otros relacionados con los activos de News Corp. Tenía su base en la sede de News International en Wapping, Londres.
En febrero de 2009, Murdoch fue nombrado director no ejecutivo de la compañía farmacéutica británica GlaxoSmithKline.
En agosto de 2009, Murdoch se pronunció en la Conferencia MacTaggart Memorial, en el Festival Internacional de Televisión de Edimburgo, en la que atacó a la BBC y el regulador de medios británico Ofcom calificó la expansión de la BBC de "escalofriante" y "En este mercado de todos los medios, la expansión del patrocinio estatal el periodismo es una amenaza para la pluralidad y la independencia de la provisión de noticias, que son tan importantes para nuestra democracia ".
El presidente de la BBC, Sir Michael Lyons, respondió oficialmente: "Tenemos que tener cuidado de no reducir la totalidad de la radiodifusión a algunas transacciones económicas simples. En la BBC Los propósitos públicos enfatizan la importancia de los principios bien probados de educación e información, y una contribución imparcial al debate en el Reino Unido".
En abril de 2010, Murdoch y su asociada Rebekah Brooks irrumpieron en las oficinas de The Independent para quejarse de una campaña publicitaria del periódico. El anuncio decía: "Rupert Murdoch no decidirá esta elección, lo harás tu".
En abril de 2014, se anunció que Murdoch se uniría a la junta de start-up de publicidad True [X] Media.
En junio de 2015, su padre, Rupert anunció que dejaría su puesto como CEO de la 21st Century Fox y James asumiría el cargo en el futuro cercano.
En enero de 2016, Murdoch se convirtió en el presidente de Sky, la emisora de abono de Gran Bretaña.
En julio de 2017, Murdoch se convirtió en un director independiente en el consejo de Tesla.

## Escándalo telefónico y sucesos
El 7 de julio de 2011, James Murdoch anunció el cierre del periódico sensacionalista británico News of the World a raíz de un escándalo de piratería telefónica.
El 19 de julio de 2011, junto con su padre, Rupert, se presentó en una audiencia del Comité de Cultura, Medios y Deporte de los Comunes. Apareció una vez más ante el mismo comité el 10 de noviembre de 2011. James mantuvo que hasta fines de 2010 no sabía de más de un "reportero deshonesto" del tabloide News of the World había, que ha estado involucrado en la piratería telefónica. Esta declaración fue cuestionada por el administrador legal formal y el editor del periódico, que afirmaron haber informado a James de la "Transcripción para Neville". correo electrónico, una posible "arma humeante" que indica que varios de los periodistas del periódico pudieron haber estado involucrados, durante las negociaciones del acuerdo con Gorden Taylor en 2008 y lo alertaron sobre la responsabilidad potencial si este documento se hiciera público.
El 22 de julio de 2011, el primer ministro británico, David Cameron, dijo que Murdoch tenía "preguntas para responder en el Parlamento", un día después de que ex altos ejecutivos de News of the World acusaron al ejecutivo de News Corporation de "dar evidencia equivocada".
En noviembre de 2011, los periódicos británicos informaron que Murdoch había renunciado a la presidencia de News Group Newspapers, las compañías de su propiedad The Sun, News of the World y Times Newspapers Ltd, propietaria de The Times y The Sunday Times. News Group Newspapers es la compañía sujeta a una serie de demandas, todas relacionadas con el escándalo de piratería telefónica. También se dijo que la renuncia de James Murdoch estaba relacionada con la renuncia  el 12 de octubre de 2011 del otro ejecutivo Dow Jones, Andrew Langhoff, después de que un denunciante de la compañía revelara una estafa editorial y cuestionables transacciones de circulación en The Wall Street Journal Europa.
En febrero de 2012, News Corp anunció que Murdoch renunciaría como presidente ejecutivo de su división de periódicos británicos. La compañía dijo que seguiría siendo vicepresidente de operaciones de News Corp y se centraría en el negocio internacional de televisión de la compañía, incluida la responsabilidad continua de BSkyB. Él se dio de baja también del puesto de GlaxoSmithKline.
En abril de 2012, se retiró como presidente de BSkyB, pero permaneció en el consejo. Fue reemplazado como presidente por Nicholas Ferguson.
En septiembre de 2012, Murdoch fue criticado por la Oficina de Comunicaciones británica (Ofcom), que concluyó que "repetidamente no cumplió con la conducta esperada como presidente ejecutivo y presidente" y que su falta de acción en relación con la piratería telefónica era "difícil de comprender y mal juzgado".

## Vida personal
Murdoch se casó en el año 2000 y tiene tres hijos, Anneka (nacida en 2003), Walter (nacido en 2006) y Emerson (nacido en 2008), con su esposa estadounidense Kathryn Hufschmid Murdoch. Kathryn trabaja para Clinton Climate Initiative, una fundación benéfica creada por el expresidente de los Estados Unidos, Bill Clinton en 2006. En 2013, lanzaron la Fundación Quadrivium.
Murdoch fue instrumental en la formación de Sky Procycling y es un entusiasta del ciclismo. Él tiene un cinturón negro en karate.
Murdoch donó dinero a la Clinton Foundation, la organización sin fines de lucro dirigida por Chelsea, Bill y Hillary Clinton.